# (2777) Shukshin
(2777) Shukshin – planetoida z pasa głównego asteroid okrążająca Słońce w ciągu 3 lat i 238 dni w średniej odległości 2,37 j.a. Została odkryta 24 września 1979 roku w Krymskim Obserwatorium Astrofizycznym w Naucznym na Półwyspie Krymskim przez Nikołaja Czernycha. Nazwa planetoidy pochodzi od Wasilija Makarowicza Szukszina, rosyjskiego pisarza i aktora. Przed nadaniem nazwy planetoida nosiła oznaczenie tymczasowe (2777) 1979 SY11.